# Love Shoulda Brought You Home
Love Shoulda Brought You Home è il primo singolo discografico della cantante statunitense Toni Braxton, pubblicato nel 1992.

## Il brano
Il brano è stato scritto da Kenneth "Babyface" Edmonds, Daryl Simmons e Bo Watson e prodotto da L.A. Reid, Kenneth "Babyface" Edmonds e Daryl Simmons. Esso è stato estratto dal primo album in studio di Toni Braxton, l'eponimo Toni Braxton.

## Tracce
- CD (UK)

1. Love Shoulda Brought You Home (Radio Edit) – 4:16
2. How Many Ways (R. Kelly Radio Edit) – 4:02
3. How Many Ways (Radio Edit Album Version) – 4:20
4. The Christmas Song – 3:25

- CD (USA)

1. Love Shoulda Brought You Home (Radio Edit) – 4:16
2. Love Shoulda Brought You Home (Album Version) – 4:56
3. Love Shoulda Brought You Home (Slow Sensual Mix) – 3:33

## Video
Il videoclip della canzone è stato diretto da Ralph Ziman.

## Classifiche
| Classifica (1992-94) | Posizione massima |
| -------------------- | ----------------- |
| Regno Unito          | 33                |
| Stati Uniti          | 33                |